# Жижала
Жижала (рус. Жижала) река је у европском делу Русије која протиче преко територије Смоленске области и лева је притока реке Угре (део басена реке Волге и Каспијског језера). Протиче преко територија Вјаземског и Тјомкиншког рејона.
Извире на подручју Вјаземског побрђа (највишег дела Смоленског побрђа), на крајњем истоку Вјаземског рејона код села Туманово. Тече у смеру југа и након 64 km тока улива се у реку Угру као њена лева притока. Ушће се налази код села Красино у Тјомкиншком рејону. Највећи део воде прима топљењем снега. 